# Urophycis cirrata
Urophycis cirrata is een  straalvinnige vissensoort uit de familie van Oost-Atlantische gaffelkabeljauwen (Phycidae). De wetenschappelijke naam van de soort is voor het eerst geldig gepubliceerd in 1896 door Goode & Bean.

Verspreidingsgebied van Urophycis cirrata.